# 뭉크포르스시

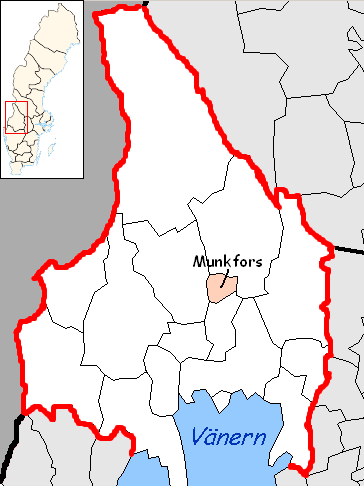
뭉크포르스 시의 위치

뭉크포르스시(스웨덴어: Munkfors kommun)는 스웨덴 베름란드주에 위치한 지방 자치체로 행정 중심지는 뭉크포르스이며 면적은 147.97km2, 인구는 3,738명(2016년 12월 31일 기준), 인구 밀도는 25명/km2이다.

시 문장